# Superstició

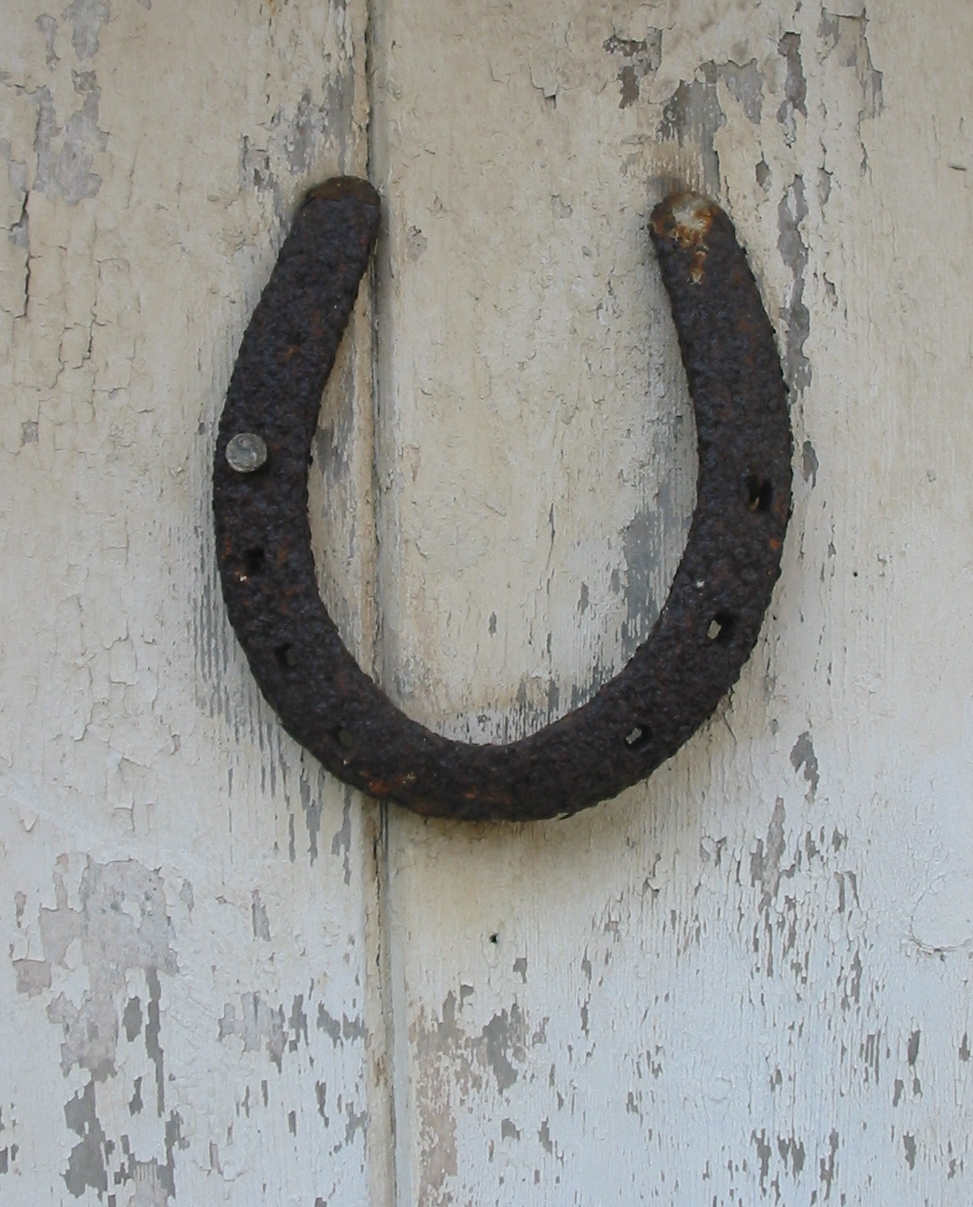
Ferradura clavada a una porta en la creença que atreurà la bona sort o n'expulsarà la dolenta

La superstició és una reverència o por per a coses i forces màgiques desconegudes.
Aquestes creences no fonamentades i irracionals poden estar basades en la fe, o relacionades amb el pensament màgic, per mitjà del qual el practicant creu que els esdeveniments són influïts per aquestes forces o que és possible influenciar-les al futur amb determinades activitats màgiques. La frontera entre fe i superstició és borrosa. Avui com encara més abans dels moviments d'ecumenisme sovint la religió al poder va menysprear la fe dels altres com a superstició sinó d'heretgia i vice versa. Des del segle xvii la il·lustració i la ciència van reduir el camp de la superstició en descobrir certes forces i lleis de la natura, tanmateix sense eliminar-la.
La superstició vol donar explicacions màgiques al que la ciència encara no pot dilucidar completament. Així és una convicció que explica un fenomen a priori i no una conclusió basada en observació metòdica de fets. Es distingeix de la pseudociència que fa teories incorrectes de causalitat tipus post hoc ergo propter hoc, «proves» anecdòtiques o metafòriques sense validació estadística ni grups de control, o dreceres de raonament inductiu. En la vida quotidiana, accions supersticioses tenen tres raons: guanyar control sobre la incertesa, minvar sentiments desemparats i permeten resoldre tasques difícils de la vida de manera més senzilla.
Qualsevol religió establerta conté igualment idees a priori, revelades per llibres sagrats o la tradició. Els uns diran que encendre una espelma per a la Mare de Déu és signe de devoció, altres hi veuran mera superstició. Albert Einstein considerava qualsevol religió com una «superstició infantil». La diferència entre fe i superstició aleshores està determinada per l'autoritat religiosa. Com que atribueix poders sobrenaturals a altres entitats diferents del Déu únic seu, el catolicisme per exemple, classifica la superstició com el primer d'una sèrie de pecats, que contenen a més la idolatria, magia i vidència, irreligió, ateisme i agnosticisme.
La psicologia estudia la superstició per veure com influeix el grup i la persona o com les pròpies creences modifiquen la conducta. Certs comportaments supersticiosos al quotidià són innocus i poden ser salubres pel seu efecte placebo tranquil·litzador. Altres permeten materialitzar de forma ritual, el que no és materialitzable, en donar el sentiment de poder fer qualcom quan de fet hom és impossibilitat. Així, el parent que encen una espelma per a un relatiu greument malalt o en temps d'examens pot mostrar el seu suport, quan directament no pot fer gairebé res. Esdevé menys salubre quan es comença a pensar que amb aquesta espelma n'hi ha prou i que el pacient pot abandonar el tractament mèdic o l'estudiant ja no ha d'estudiar. La línia entre la petita superstició quotidiana innòcua i la superstició psicopatòlogica rau en la dimensió i l'impacte sobre la seva vida i la de l'entorn. Esdevé un tastorn obsessivocompulsiu que necessita tractament quan la preocupació amb les activitats supersticioses impedeix a la persona conduir una vida alegra, desenrotllada i integrada en la comunitat.

## Exemples d'activitats o creences supersticioses

#### Activitats que atreurien la bona sort o evitarian desgràcies
- dir Jesús quan algú esternuda, o altres fórmules de benedicció segons els països. L'origen d'aquesta creença està en la pesta medieval, que es transmetia per l'aire. Per això el Papa Gregori I recomava encomanar-se a Déu quan algú esternudava per evitar la mala influència (els virus i bacteris contemporanis)[10]
- tocar ferro quan algú menciona un mal averany[11]
- tenir amulets protectors
- tenir una pota de conill[12] o una ferradura[13] que tradiconalment portarien bona sort i es van servir com a talismà.[14]
- trobar un trèvol de quatre fulles[15]
- tocar el gep d'un geperut,[13] especialment amb un bitllet de loteria
- vessar la copa de vi i tocar-se el front amb els dits mullats del líquid
- bufar totes les espelmes del pastís alhora[16]
- portar roba interior vermella el dia de Cap d'Any (en alguns indrets s'ha de cremar després)[17]
- trepitjar excrements per accident[18]

#### Activitats que causarien mala sort
- tenir tisores obertes[19]
- trencar un mirall[20]
- passar sota una escala recolzada a la paret[13]
- el nombre tretze[21]
- llevar-se amb el peu esquerre al matí[22]
- bolcar el saler[13]
- obrir un paraigua sota sostre[23]
- escombrar accidentalment els peus d'una altra persona
- veure un gat negre[24] (en canvi a Orient porta bona sort)
- portar una samarreta a l'inrevés
- trepitjar un excrement amb el peu esquerra
- pronunciar la paraula "conill" o tenir dones a bord.
- portar vestits de color groc a l'escena perquè Molière vestia d'aquest color quan va morir[25]

#### Esdeveniments especials
- no es pot tocar oli o mantega quan un conegut està de caça
- no tenir a mà l'arma que ha causat la ferida decisiva

- una dona embarassada que prengui fruits vermells tindrà un fill amb una marca a la pell

- el nuvi no pot veure a la núvia vestida per a la cerimònia abans que aquesta comenci
- seguir una marieta pot portar la noia cap al seu amor veritable
- les convidades a un casament no poden anar vestides de blanc (ni de vermell en els països anglosaxons). Els dos costums tenen l'arrel en el color tradicional del vestit de la núvia, vermell en segles passats i blanc com a símbol de virginitat. Fer deslluir la núvia porta mala sort a la nova parella
- el dimarts és un mal dia per als casaments